# Like Gods of the Sun
Like Gods of the Sun (em português: Como Deuses do Céu) é o quarto álbum de estúdio da banda britânica de doom e death metal My Dying Bride, lançado em 1996. Este é o último álbum com Rick Miah na bateria e Martin Powell no teclado e violino. Como em The Angel and the Dark River, o álbum anterior, este contém somente vocais limpos.
Provavelmente este é o único álbum totalmente planejado e o menos experimental do My Dying Bride. A banda queria ter certeza que as guitarras estariam fortes e pesadas, contrastando com muitas bandas que haviam perdido esta característica na época. O álbum é propositalmente pesado. 
Um videoclipe foi filmado para a faixa "For You" que aparece no VHS e DVD de For Darkest Eyes. A canção "For My Fallen Angel", não contém guitarras e bateria, e traz uma parte do poema Venus and Adonis do poeta e ator inglês William Shakespeare. A faixa "A Kiss to Remember" tornou-se comum nas setlists dos shows ao vivo da banda.
A versão japonesa e a versão digipak limitada do álbum contêm o remix 'Nightmare Mix' da canção "It Will Come" como faixa bônus. Essa foi incluída no relançamento do álbum em 2003, junto com a versão 'Portishell Mix' da canção "Grace Unhearing". A versão tem esse nome, porque o vocalista da banda era um grande fã na época da banda britânica Portishead. O My Dying Bride regravou mais tarde a canção "Roads" do Portishead para o álbum Peaceville X, uma compilação para o aniversário da gravadora Peaceville.
Por anos, o álbum foi o favorito do vocalista Aeron, sendo agora o The Dreadful Hours de 2001. Segundo Aeron, este álbum foi especial porque foi o primeiro álbum em que ele tentou fazer vocais em um estilo diferente, as guitarras estão bem pesadas e por causa do modo como as canções foram escritas. Aeron diz que foi um grande período na carreira da banda, e que o álbum reunia todas as características da banda naquela época. Andy Green, um amigo do grupo, foi quem criou a capa do álbum.

## Faixas
1. "Like Gods of the Sun" – 5:41
2. "The Dark Caress" – 5:58
3. "Grace Unhearing" – 7:19
4. "A Kiss to Remember" – 7:31
5. "All Swept Away" – 4:17
6. "For You" – 6:37
7. "It Will Come" – 4:27
8. "Here in the Throat" – 6:22
9. "For My Fallen Angel" – 5:55
10. "It Will Come"  [Nightmare mix, bonus track on digipak]  – 5:36
11. "Grace Unhearing"  [Portishell mix, bonus track on digipak]  – 7:05

## Créditos
- Aaron Stainthorpe - vocal
- Andrew Craighan - guitarra
- Calvin Robertshaw - guitarra
- Adrian Jackson - baixo
- Martin Powell - violino e teclado
- Rick Miah - bateria